# BeNe League 2022 (football americano)
La BeNe League 2022 sarà la prima edizione dell'omonimo torneo di football americano.

## Squadre partecipanti
| Club                 | Città     | Stadio | Sponsor ufficiale | Risultato nella stagione 2021 |
| -------------------- | --------- | ------ | ----------------- | ----------------------------- |
| Amsterdam Crusaders  | Amsterdam |        |                   |                               |
| Arnhem Falcons       | Arnhem    |        |                   |                               |
| Groningen Giants     | Groninga  |        |                   |                               |
| Hilversum Hurricanes | Hilversum |        |                   |                               |
| Izegem Tribes        | Izegem    |        |                   |                               |
| Limburg Shotguns     | Beringen  |        |                   |                               |

## Stagione regolare

### Calendario

#### 1ª giornata
| Groninga 21 novembre 2021, ore 14:00 | Groningen Giants | 23 – 11 | Hilversum Hurricanes |  |

#### 2ª giornata
| 27 febbraio 2022, ore 14:00 | Hilversum Hurricanes | 7 – 46 | Amsterdam Crusaders |  |

#### 3ª giornata
| 5 marzo 2022 | Amsterdam Crusaders | 35 – 0 | Izegem Tribes |  |

| Beringen 5 marzo 2022 | Limburg Shotguns | 41 – 0 | Arnhem Falcons | Mijnstadion |

#### 4ª giornata
| 20 marzo 2022, ore 14:00 | Groningen Giants | 12 – 0 | Arnhem Falcons |  |

#### 5ª giornata
| 26 marzo 2022 | Groningen Giants | 0 – 51 referto | Limburg Shotguns |  |

| 26 marzo 2022 | Izegem Tribes | 20 – 7 | Hilversum Hurricanes |  |

#### 6ª giornata
| 10 aprile 2022, ore 14:00 | Arnhem Falcons | 14 – 58 | Amsterdam Crusaders |  |

#### 7ª giornata
| 16 aprile 2022 | Limburg Shotguns | – | Amsterdam Crusaders |  |

| 16 aprile 2022 | Arnhem Falcons | – | Izegem Tribes |  |

#### 8ª giornata
| 23 aprile 2022 | Limburg Shotguns | – | Izegem Tribes |  |

#### 9ª giornata
| 1º maggio 2022, ore 14:00 | Hilversum Hurricanes | – | Arnhem Falcons |  |

#### 10ª giornata
| 7 maggio 2022 | Izegem Tribes | – | Groningen Giants |  |

| 7 maggio 2022 | Hilversum Hurricanes | – | Limburg Shotguns |  |

#### 11ª giornata
| 22 maggio 2022, ore 14:00 | Amsterdam Crusaders | – | Groningen Giants |  |

### Classifica
La classifica della regular season è la seguente:
- PCT = percentuale di vittorie, G = partite giocate, V = partite vinte, P = partite perse, PF = punti fatti, PS = punti subiti

| Pos. | Squadra              | PCT   | G | V | N | P | PF  | PS  |
| ---- | -------------------- | ----- | - | - | - | - | --- | --- |
| 1    | Amsterdam Crusaders  | 1.000 | 3 | 3 | 0 | 0 | 139 | 21  |
| 2    | Limburg Shotguns     | 1.000 | 2 | 2 | 0 | 0 | 92  | 0   |
| 3    | Groningen Giants     | .667  | 3 | 2 | 0 | 1 | 35  | 62  |
| 4    | Izegem Tribes        | .500  | 2 | 1 | 0 | 1 | 20  | 42  |
| 5    | Hilversum Hurricanes | .000  | 3 | 0 | 0 | 3 | 25  | 89  |
| 6    | Arnhem Falcons       | .000  | 3 | 0 | 0 | 3 | 14  | 111 |

## Playoff

### Tabellone
|  | Semifinali | Semifinali | Semifinali |  |  | Finale | Finale | Finale |  |
|  |            |            |            |  |  |        |        |        |  |
|  | 1          | TBD        |            |  |  |        |        |        |  |
|  | 1          | TBD        |            |  |  |        |        |        |  |
|  | 4          | TBD        |            |  |  |        |        |        |  |
|  | 4          | TBD        | TBD        |  |  |        |        |        |  |
|  |            |            |            |  |  |        |        |        |  |
|  |            |            | TBD        |  |  |        |        |        |  |
|  | 2          | TBD        |            |  |  |        |        |        |  |
|  | 2          | TBD        |            |  |  |        |        |        |  |
|  | 3          | TBD        |            |  |  |        |        |        |  |

### Semifinali
| 4 giugno 2022 | TBD | – | TBD |  |

| 4 giugno 2022 | TBD | – | TBD |  |

### Finale
| 25 giugno 2022 | TBD | – | TBD |  |

## Verdetti
- TBD Vincitori della BeNe League 2022